# جشنة الجبل
جشنة الجبل (الاسم العلمي: Anthus hoeschi) (بالإنجليزية: Mountain Pipit)‏ هو طائر صغير من الجواثم ينتمي لفصيلة التمرة وأم عجلان.
تتواجد في ليسوتو في جنوب أفريقيا، احيانا في بوتسوانا، احيانا جمهورية الكونغو الديمقراطية، احيانا ناميبيا، واحيانا زامبيا. مواطنها الطبيعية في الأراضي العشبية الشبه مدارية أو المدارية العالية.